# Матч за звання чемпіона світу із шахів 1972
Матч за звання чемпіона світу з шахів був проведений у Рейк'явіку з 11 липня по 3 вересня 1972 року. Чинний чемпіон Борис Спаський програв матч претенденту Роберту Фішеру, переможцю матчів претендентів 1971 року, з рахунком 8½ — 12½ і, згідно з правилами ФІДЕ, втратив титул чемпіона світу. Роберт Фішер був проголошений одинадцятим чемпіоном світу з шахів.
|   | a | b | c | d | e | f | g | h |   |
| 8 | d7 білий слон · f6 чорний пішак · f5 білий пішак · h5 чорний пішак · a4 білий пішак · f4 чорний король · b3 білий пішак · a2 чорна тура · f2 білий пішак · g2 білий король | d7 білий слон · f6 чорний пішак · f5 білий пішак · h5 чорний пішак · a4 білий пішак · f4 чорний король · b3 білий пішак · a2 чорна тура · f2 білий пішак · g2 білий король | d7 білий слон · f6 чорний пішак · f5 білий пішак · h5 чорний пішак · a4 білий пішак · f4 чорний король · b3 білий пішак · a2 чорна тура · f2 білий пішак · g2 білий король | d7 білий слон · f6 чорний пішак · f5 білий пішак · h5 чорний пішак · a4 білий пішак · f4 чорний король · b3 білий пішак · a2 чорна тура · f2 білий пішак · g2 білий король | d7 білий слон · f6 чорний пішак · f5 білий пішак · h5 чорний пішак · a4 білий пішак · f4 чорний король · b3 білий пішак · a2 чорна тура · f2 білий пішак · g2 білий король | d7 білий слон · f6 чорний пішак · f5 білий пішак · h5 чорний пішак · a4 білий пішак · f4 чорний король · b3 білий пішак · a2 чорна тура · f2 білий пішак · g2 білий король | d7 білий слон · f6 чорний пішак · f5 білий пішак · h5 чорний пішак · a4 білий пішак · f4 чорний король · b3 білий пішак · a2 чорна тура · f2 білий пішак · g2 білий король | d7 білий слон · f6 чорний пішак · f5 білий пішак · h5 чорний пішак · a4 білий пішак · f4 чорний король · b3 білий пішак · a2 чорна тура · f2 білий пішак · g2 білий король | 8 |
| 7 | d7 білий слон · f6 чорний пішак · f5 білий пішак · h5 чорний пішак · a4 білий пішак · f4 чорний король · b3 білий пішак · a2 чорна тура · f2 білий пішак · g2 білий король | d7 білий слон · f6 чорний пішак · f5 білий пішак · h5 чорний пішак · a4 білий пішак · f4 чорний король · b3 білий пішак · a2 чорна тура · f2 білий пішак · g2 білий король | d7 білий слон · f6 чорний пішак · f5 білий пішак · h5 чорний пішак · a4 білий пішак · f4 чорний король · b3 білий пішак · a2 чорна тура · f2 білий пішак · g2 білий король | d7 білий слон · f6 чорний пішак · f5 білий пішак · h5 чорний пішак · a4 білий пішак · f4 чорний король · b3 білий пішак · a2 чорна тура · f2 білий пішак · g2 білий король | d7 білий слон · f6 чорний пішак · f5 білий пішак · h5 чорний пішак · a4 білий пішак · f4 чорний король · b3 білий пішак · a2 чорна тура · f2 білий пішак · g2 білий король | d7 білий слон · f6 чорний пішак · f5 білий пішак · h5 чорний пішак · a4 білий пішак · f4 чорний король · b3 білий пішак · a2 чорна тура · f2 білий пішак · g2 білий король | d7 білий слон · f6 чорний пішак · f5 білий пішак · h5 чорний пішак · a4 білий пішак · f4 чорний король · b3 білий пішак · a2 чорна тура · f2 білий пішак · g2 білий король | d7 білий слон · f6 чорний пішак · f5 білий пішак · h5 чорний пішак · a4 білий пішак · f4 чорний король · b3 білий пішак · a2 чорна тура · f2 білий пішак · g2 білий король | 7 |
| 6 | d7 білий слон · f6 чорний пішак · f5 білий пішак · h5 чорний пішак · a4 білий пішак · f4 чорний король · b3 білий пішак · a2 чорна тура · f2 білий пішак · g2 білий король | d7 білий слон · f6 чорний пішак · f5 білий пішак · h5 чорний пішак · a4 білий пішак · f4 чорний король · b3 білий пішак · a2 чорна тура · f2 білий пішак · g2 білий король | d7 білий слон · f6 чорний пішак · f5 білий пішак · h5 чорний пішак · a4 білий пішак · f4 чорний король · b3 білий пішак · a2 чорна тура · f2 білий пішак · g2 білий король | d7 білий слон · f6 чорний пішак · f5 білий пішак · h5 чорний пішак · a4 білий пішак · f4 чорний король · b3 білий пішак · a2 чорна тура · f2 білий пішак · g2 білий король | d7 білий слон · f6 чорний пішак · f5 білий пішак · h5 чорний пішак · a4 білий пішак · f4 чорний король · b3 білий пішак · a2 чорна тура · f2 білий пішак · g2 білий король | d7 білий слон · f6 чорний пішак · f5 білий пішак · h5 чорний пішак · a4 білий пішак · f4 чорний король · b3 білий пішак · a2 чорна тура · f2 білий пішак · g2 білий король | d7 білий слон · f6 чорний пішак · f5 білий пішак · h5 чорний пішак · a4 білий пішак · f4 чорний король · b3 білий пішак · a2 чорна тура · f2 білий пішак · g2 білий король | d7 білий слон · f6 чорний пішак · f5 білий пішак · h5 чорний пішак · a4 білий пішак · f4 чорний король · b3 білий пішак · a2 чорна тура · f2 білий пішак · g2 білий король | 6 |
| 5 | d7 білий слон · f6 чорний пішак · f5 білий пішак · h5 чорний пішак · a4 білий пішак · f4 чорний король · b3 білий пішак · a2 чорна тура · f2 білий пішак · g2 білий король | d7 білий слон · f6 чорний пішак · f5 білий пішак · h5 чорний пішак · a4 білий пішак · f4 чорний король · b3 білий пішак · a2 чорна тура · f2 білий пішак · g2 білий король | d7 білий слон · f6 чорний пішак · f5 білий пішак · h5 чорний пішак · a4 білий пішак · f4 чорний король · b3 білий пішак · a2 чорна тура · f2 білий пішак · g2 білий король | d7 білий слон · f6 чорний пішак · f5 білий пішак · h5 чорний пішак · a4 білий пішак · f4 чорний король · b3 білий пішак · a2 чорна тура · f2 білий пішак · g2 білий король | d7 білий слон · f6 чорний пішак · f5 білий пішак · h5 чорний пішак · a4 білий пішак · f4 чорний король · b3 білий пішак · a2 чорна тура · f2 білий пішак · g2 білий король | d7 білий слон · f6 чорний пішак · f5 білий пішак · h5 чорний пішак · a4 білий пішак · f4 чорний король · b3 білий пішак · a2 чорна тура · f2 білий пішак · g2 білий король | d7 білий слон · f6 чорний пішак · f5 білий пішак · h5 чорний пішак · a4 білий пішак · f4 чорний король · b3 білий пішак · a2 чорна тура · f2 білий пішак · g2 білий король | d7 білий слон · f6 чорний пішак · f5 білий пішак · h5 чорний пішак · a4 білий пішак · f4 чорний король · b3 білий пішак · a2 чорна тура · f2 білий пішак · g2 білий король | 5 |
| 4 | d7 білий слон · f6 чорний пішак · f5 білий пішак · h5 чорний пішак · a4 білий пішак · f4 чорний король · b3 білий пішак · a2 чорна тура · f2 білий пішак · g2 білий король | d7 білий слон · f6 чорний пішак · f5 білий пішак · h5 чорний пішак · a4 білий пішак · f4 чорний король · b3 білий пішак · a2 чорна тура · f2 білий пішак · g2 білий король | d7 білий слон · f6 чорний пішак · f5 білий пішак · h5 чорний пішак · a4 білий пішак · f4 чорний король · b3 білий пішак · a2 чорна тура · f2 білий пішак · g2 білий король | d7 білий слон · f6 чорний пішак · f5 білий пішак · h5 чорний пішак · a4 білий пішак · f4 чорний король · b3 білий пішак · a2 чорна тура · f2 білий пішак · g2 білий король | d7 білий слон · f6 чорний пішак · f5 білий пішак · h5 чорний пішак · a4 білий пішак · f4 чорний король · b3 білий пішак · a2 чорна тура · f2 білий пішак · g2 білий король | d7 білий слон · f6 чорний пішак · f5 білий пішак · h5 чорний пішак · a4 білий пішак · f4 чорний король · b3 білий пішак · a2 чорна тура · f2 білий пішак · g2 білий король | d7 білий слон · f6 чорний пішак · f5 білий пішак · h5 чорний пішак · a4 білий пішак · f4 чорний король · b3 білий пішак · a2 чорна тура · f2 білий пішак · g2 білий король | d7 білий слон · f6 чорний пішак · f5 білий пішак · h5 чорний пішак · a4 білий пішак · f4 чорний король · b3 білий пішак · a2 чорна тура · f2 білий пішак · g2 білий король | 4 |
| 3 | d7 білий слон · f6 чорний пішак · f5 білий пішак · h5 чорний пішак · a4 білий пішак · f4 чорний король · b3 білий пішак · a2 чорна тура · f2 білий пішак · g2 білий король | d7 білий слон · f6 чорний пішак · f5 білий пішак · h5 чорний пішак · a4 білий пішак · f4 чорний король · b3 білий пішак · a2 чорна тура · f2 білий пішак · g2 білий король | d7 білий слон · f6 чорний пішак · f5 білий пішак · h5 чорний пішак · a4 білий пішак · f4 чорний король · b3 білий пішак · a2 чорна тура · f2 білий пішак · g2 білий король | d7 білий слон · f6 чорний пішак · f5 білий пішак · h5 чорний пішак · a4 білий пішак · f4 чорний король · b3 білий пішак · a2 чорна тура · f2 білий пішак · g2 білий король | d7 білий слон · f6 чорний пішак · f5 білий пішак · h5 чорний пішак · a4 білий пішак · f4 чорний король · b3 білий пішак · a2 чорна тура · f2 білий пішак · g2 білий король | d7 білий слон · f6 чорний пішак · f5 білий пішак · h5 чорний пішак · a4 білий пішак · f4 чорний король · b3 білий пішак · a2 чорна тура · f2 білий пішак · g2 білий король | d7 білий слон · f6 чорний пішак · f5 білий пішак · h5 чорний пішак · a4 білий пішак · f4 чорний король · b3 білий пішак · a2 чорна тура · f2 білий пішак · g2 білий король | d7 білий слон · f6 чорний пішак · f5 білий пішак · h5 чорний пішак · a4 білий пішак · f4 чорний король · b3 білий пішак · a2 чорна тура · f2 білий пішак · g2 білий король | 3 |
| 2 | d7 білий слон · f6 чорний пішак · f5 білий пішак · h5 чорний пішак · a4 білий пішак · f4 чорний король · b3 білий пішак · a2 чорна тура · f2 білий пішак · g2 білий король | d7 білий слон · f6 чорний пішак · f5 білий пішак · h5 чорний пішак · a4 білий пішак · f4 чорний король · b3 білий пішак · a2 чорна тура · f2 білий пішак · g2 білий король | d7 білий слон · f6 чорний пішак · f5 білий пішак · h5 чорний пішак · a4 білий пішак · f4 чорний король · b3 білий пішак · a2 чорна тура · f2 білий пішак · g2 білий король | d7 білий слон · f6 чорний пішак · f5 білий пішак · h5 чорний пішак · a4 білий пішак · f4 чорний король · b3 білий пішак · a2 чорна тура · f2 білий пішак · g2 білий король | d7 білий слон · f6 чорний пішак · f5 білий пішак · h5 чорний пішак · a4 білий пішак · f4 чорний король · b3 білий пішак · a2 чорна тура · f2 білий пішак · g2 білий король | d7 білий слон · f6 чорний пішак · f5 білий пішак · h5 чорний пішак · a4 білий пішак · f4 чорний король · b3 білий пішак · a2 чорна тура · f2 білий пішак · g2 білий король | d7 білий слон · f6 чорний пішак · f5 білий пішак · h5 чорний пішак · a4 білий пішак · f4 чорний король · b3 білий пішак · a2 чорна тура · f2 білий пішак · g2 білий король | d7 білий слон · f6 чорний пішак · f5 білий пішак · h5 чорний пішак · a4 білий пішак · f4 чорний король · b3 білий пішак · a2 чорна тура · f2 білий пішак · g2 білий король | 2 |
| 1 | d7 білий слон · f6 чорний пішак · f5 білий пішак · h5 чорний пішак · a4 білий пішак · f4 чорний король · b3 білий пішак · a2 чорна тура · f2 білий пішак · g2 білий король | d7 білий слон · f6 чорний пішак · f5 білий пішак · h5 чорний пішак · a4 білий пішак · f4 чорний король · b3 білий пішак · a2 чорна тура · f2 білий пішак · g2 білий король | d7 білий слон · f6 чорний пішак · f5 білий пішак · h5 чорний пішак · a4 білий пішак · f4 чорний король · b3 білий пішак · a2 чорна тура · f2 білий пішак · g2 білий король | d7 білий слон · f6 чорний пішак · f5 білий пішак · h5 чорний пішак · a4 білий пішак · f4 чорний король · b3 білий пішак · a2 чорна тура · f2 білий пішак · g2 білий король | d7 білий слон · f6 чорний пішак · f5 білий пішак · h5 чорний пішак · a4 білий пішак · f4 чорний король · b3 білий пішак · a2 чорна тура · f2 білий пішак · g2 білий король | d7 білий слон · f6 чорний пішак · f5 білий пішак · h5 чорний пішак · a4 білий пішак · f4 чорний король · b3 білий пішак · a2 чорна тура · f2 білий пішак · g2 білий король | d7 білий слон · f6 чорний пішак · f5 білий пішак · h5 чорний пішак · a4 білий пішак · f4 чорний король · b3 білий пішак · a2 чорна тура · f2 білий пішак · g2 білий король | d7 білий слон · f6 чорний пішак · f5 білий пішак · h5 чорний пішак · a4 білий пішак · f4 чорний король · b3 білий пішак · a2 чорна тура · f2 білий пішак · g2 білий король | 1 |
|   | a | b | c | d | e | f | g | h |   |

## Результати
|                       | 1 | 2 | 3 | 4 | 5 | 6 | 7 | 8 | 9 | 10 | 11 | 12 | 13 | 14 | 15 | 16 | 17 | 18 | 19 | 20 | 21 | Очки |
| --------------------- | - | - | - | - | - | - | - | - | - | -- | -- | -- | -- | -- | -- | -- | -- | -- | -- | -- | -- | ---- |
| Борис Спаський (СРСР) | 1 | 1 | 0 | ½ | 0 | 0 | ½ | 0 | ½ | 0  | 1  | ½  | 0  | ½  | ½  | ½  | ½  | ½  | ½  | ½  | 0  | 8½   |
| Роберт Фішер (США)    | 0 | 0 | 1 | ½ | 1 | 1 | ½ | 1 | ½ | 1  | 0  | ½  | 1  | ½  | ½  | ½  | ½  | ½  | ½  | ½  | 1  | 12½  |